# 風向

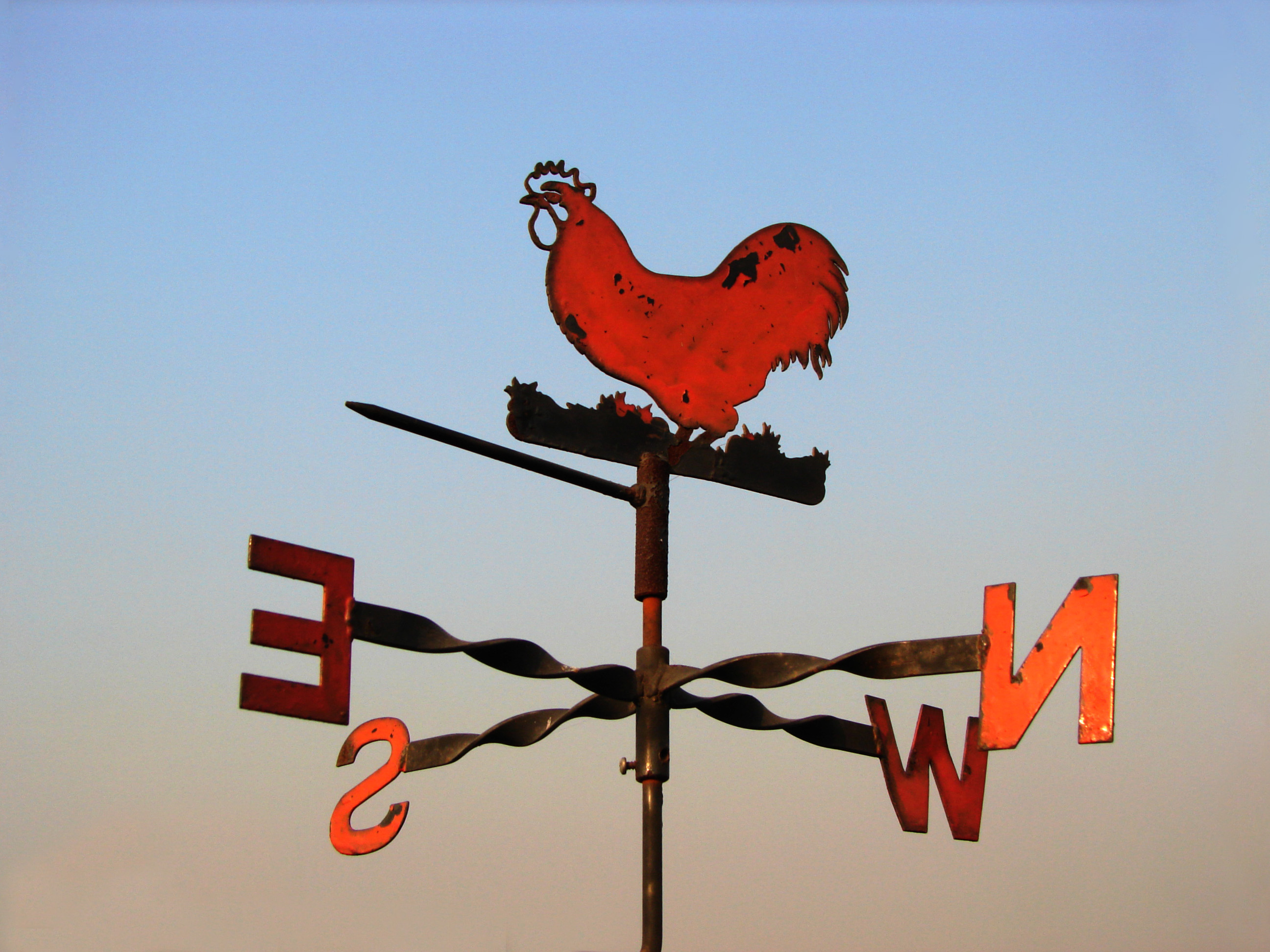
一個風向標的例子。

風向是指風吹來的方向。通常是透過基本方向或方位度來了解。
有各種各樣的儀器用來測量風向，如風向袋和風向標。它的工作原理在於盡量減少移動的空氣阻力。風向標所指的方向是與風向相同。風向袋所指的方向是與風向相反。現代儀器包括電子風速計，它的功能亦可測計風速和風向。
當現代工具不可使用，就得使用一些原始方法了解風向。原始方法是透過弄濕食指，然後指向天去測試風向。這時手指感到涼爽的一側就是風吹來的方向。感到涼爽的原因是由於空氣流過手指，手指上的水份蒸發因而失熱能。同樣的原理是用來衡量露點（使用吊索乾濕，比人類手指更精確），然而，“手指技術”在非常潮濕或極熱的條件下作用不大。